# قطعنامه ۹۳۰ شورای امنیت
قطعنامه ۹۳۰ شورای امنیت سازمان ملل متحد که در تاریخ ۲۷ ژوئن ۱۹۹۴ تصویب شد، سندی بین‌المللی دربارهٔ آفریقای جنوبی است. این قطعنامه طی نشست ۳۳۹۳ام با ۱۵ رای موافق، ۰ مخالف و ۰ ممتنع تصویب شد.